# Krystyna Łyczywek
Krystyna Antonina Łyczywek z domu Wiza (ur. 24 sierpnia 1920 w Poznaniu, zm. 22 kwietnia 2021) – polska romanistka, tłumaczka literatury francuskiej, dziennikarka, fotografka, członek honorowy ZPAF, Fotoklubu RP, Szczecińskiego Towarzystwa Fotograficznego (STF), Fotoklubu Katalonii, Polish American Photographic Club w Nowym Jorku i in.

## Życiorys
Urodziła się w Poznaniu, w patriotycznej rodzinie Władysława Wizy, powstańca wielkopolskiego i nadkomisarza policji, i Anny z Brodniewiczów. Ojciec nie pozwalał swoim córkom uczyć się języka niemieckiego (w trosce o czystość ich polszczyzny) – bardzo wcześnie poznały język francuski i łacinę. Krystyna Wiza uczęszczała do szkoły Urszulanek. Od 12. roku życia działała w harcerstwie, kolejno jako zastępowa, przyboczna i drużynowa 17. Drużyny im. Wandy Malczewskiej. Od 14. roku życia (od śmierci ojca) zarabiała na życie korepetycjami. Zdała maturę w roku 1938 i rozpoczęła studia filologii romańskiej na Uniwersytecie Adama Mickiewicza w Poznaniu (1938–1939).
W czasie II wojny światowej działała w Szarych Szeregach (Akademickie Koło Harcerskie). W roku 1943, ze względu na falę aresztowań, otrzymała rozkaz ewakuowania się do Warszawy z fałszywymi dokumentami, według których była trochę starsza. W Warszawie złożyła przysięgę w Armii Krajowej i została łączniczką kontrwywiadu. W latach 1943–1944 kontynuowała studia romanistyki na Tajnym Uniwersytecie Ziem Zachodnich. Pracowała też w Szpitalu Maltańskim jako pielęgniarka. W powstaniu warszawskim uczestniczyła jako współredaktorka pisma „W walce” i łączniczka w batalionie „Łukasiński”. Po upadku powstania wraz z mężem dostała się do obozu przejściowego dla ludności cywilnej w Pruszkowie.

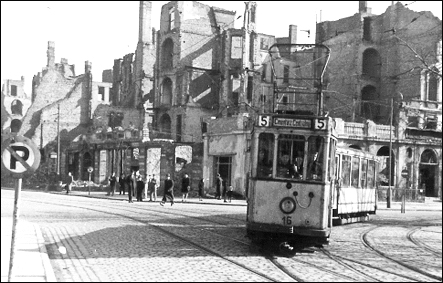
Aleja Wyzwolenia w Szczecinie w roku 1948 (fot. Krystyna Łyczywek)

W lipcu 1945 roku Roman Łyczywek (mąż) wyjechał z Poznania do Szczecina, wraz z ekipą pierwszego polskiego prezydenta miasta, Piotra Zaremby. Jego żona dołączyła do niego w październiku, wioząc w koszyku na bieliznę ich trzyipółmiesięcznego synka. W tym mieście zamieszkała na stałe. Skończyła studia na Uniwersytecie w Poznaniu (1945–1946), wykonując pracę dyplomową na temat Maupassanta pt. La vie de Maupassant à travers ses contes. Do roku 1946 pracowała jako lektor języka francuskiego w szczecińskiej Wyższej Szkole Inżynierskiej, a w następnych latach podejmowała wiele różnych rodzajów działalności na rzecz upowszechnienia w Polsce kultury francuskiej i zacieśnienia kontaktów francusko-polskich. Zajęła się też fotografiką, początkowo amatorsko, robiąc zdjęcia swojego synka. Wkrótce stała się ona jej życiową pasją.
Zmarła w Szczecinie, pochowana 30 kwietnia 2021 na cmentarzu Centralnym (kwatera 44-1-25).

## Działalność
Z okazji przyznania Krystynie Łyczywek tytułu Honorowego Obywatela Miasta Szczecin (2013) napisano m.in.:

Gdyby na liście konkurencji olimpijskich pojawiła się dyscyplina „aktywność życiowa”, Krystyna Łyczywek pobiłaby wszystkie rekordy i zdobyła złoty medal.

Była m.in. założycielką Szczecińskiego Towarzystwa Fotograficznego (w latach 1963–1975 wiceprezesem i prezesem towarzystwa). W 1964 roku została członkiem Związku Polskich Artystów Fotografików. W latach 1970–2008 reprezentowała Polskę na kongresach Międzynarodowej Federacji Sztuki Fotograficznej (FIAP), na których pracowała w komisji audiowizualnej, statutowej i jubileuszowej, była referentem prasowym Światowej Komisji ds. młodzieży w dziedzinie fotografii, organizatorką pięciu Sympozjonów poświęconych historii fotografii polskiej, siedemnastu Dialogów interdyscyplinarnych oraz seminariów międzynarodowych w Polsce, członkiem lub przewodniczącą jury w 132 konkursach i wystawach fotograficznych w kraju i za granicą. W latach 1977–2002 pełniła funkcję prezesa oddziału szczecińskiego ZPAF.

## Twórczość
Tematem jej prac fotograficznych jest przede wszystkim człowiek (Ludzie na ulicach miast, Dzień powszedni Francji, Podróże, Dzieci tego świata, Niepełnosprawni) oraz krajobraz (Szczecińskie fascynacje, Chińskie impresje, Maroko, Bretania wczoraj i dziś, Krajobrazy morskie, Szczecin i Paryż inaczej, Dziennik prywatny 2004, Jeden dzień w Warszawie).
W latach 1948–2009 wzięła udział w ok. 150 wystawach zbiorowych w Polsce i w innych krajach, gdzie otrzymała nagrody i wyróżnienia. W latach 1957–2009 jej prace były eksponowane na ok. 160 wystawach indywidualnych w Polsce, Finlandii, Francji, Grecji, Holandii, Japonii, Niemczech, Rumunii, Stanach Zjednoczonych i we Włoszech. Około 1700 zdjęć Krystyny Łyczywek zostało opublikowanych w folderach turystycznych, czasopismach, książkach i albumach.
Jej prace znajdują się w zbiorach Biblioteki Narodowej w Paryżu, Muzeum Ludwig w Kolonii, Muzeum Narodowego we Wrocławiu, Muzeum Historii Fotografii w Krakowie i w Musée français de la photographie w Bièvres, w Książnicy Pomorskiej w Szczecinie i w zbiorach prywatnych w Polsce i za granicą.
Opublikowała około 1400 artykułów w prasie polskiej i zagranicznej (czeskiej, francuskiej, bułgarskiej, hiszpańskiej, holenderskiej, niemieckiej, szwajcarskiej, węgierskiej, włoskiej). Wydała książki autorskie, m.in. Diaporama, Od kropli wody do oceanu, Rozmowy o fotografii (3 tomy). Przetłumaczyła na język polski 5 książek swojego ulubionego autora, Maupassanta, w tym m.in. Prawdziwa Miłość (zbiór nowel, 1949), Topielec (i inne opowiadania) (1993), W Bretanii (1996), Kroniki (które uważa za najciekawsze, wyd. 2004), Sycylia (2008).
Biogram Krystyny Łyczywek zamieszczono w Międzynarodowej Encyklopedii Fotografów od r. 1839 do czasów dzisiejszych (wyd. Auer-Auer, Szwajcaria) oraz w Antologii fotografii polskiej 1839–1989 (wyd. Lucrum; Polscy fotografowie).

## Życie rodzinne
Zawarła małżeństwo w czasie powstania warszawskiego z Romanem Łyczywkiem (poznanym wcześniej w Poznaniu), później pierwszym powojennym szczecińskim prawnikiem – obrońcą w procesach członków NSZZ „Solidarność”. Mąż zmarł niedługo po 50. rocznicy ślubu. Syn Włodzimierz (ur. 1945) i dwoje wnuków zostali prawnikami. Fotografią zajmuje się dwoje młodszych dzieci Krystyny i Romana Łyczywków: syn Lech (ur. 1948) – amatorsko, a córka Ewa – profesjonalnie (jest od roku 1983 członkiem ZPAF).

## Ordery i odznaczenia
- Krzyż Kawalerski Orderu Odrodzenia Polski (2002)[20]
- Złoty Krzyż Zasługi (1984)
- Warszawski Krzyż Powstańczy (1982)
- Krzyż Armii Krajowej (1994)
- Krzyż „Za Zasługi dla ZHP” + rozeta z mieczami (1985)
- Krzyż Niezłomnych (1998)
- Krzyż Walki o Niepodległość (1999)
- Krzyż Pamiątkowy Akcji „Burza” (1994)
- Złoty Medal „Zasłużony Kulturze Gloria Artis” (2009)[21][15]
- Złoty Medal „Zasłużony dla Fotografii Polskiej” przyznany przez Kapitułę Fotoklubu Rzeczypospolitej Polskiej (2004)[22][23]
- Medal im. Jana Bułhaka przyznany przez Federację Amatorskich Stowarzyszeń Fotograficznych w Polsce (1976)
- Medal ZAiKS-u (2012)[24]
- Medal za Zasługi dla Miasta Szczecina (1998)
- Medal Zasłużonego dla Polskiej Marynistyki (1985)
- Złota Odznaka Honorowa Gryfa Zachodniopomorskiego (2010)
- Odznaka „Zasłużony Działacz Kultury” (1968, 1979)
- Odznaka Honorowa Gryfa Pomorskiego (1977, 1983)
- Odznaka Weterana Walk o Niepodległość (2019)
- Odznaka „Kolumbowie rocznik 20” (2019)
- Złota Odznaka Federacji Amatorskich Stowarzyszeń Fotograficznych w Polsce (1983)
- Krzyż Oficerski Orderu Legii Honorowej (Francja, 2013)[25][26]
- Order „Honneur et reconaissance” Instytutu Francja-Polska w Lyonie (Francja, 1997)

- Odznaka Excellence FIAP (Francja, 1972)
- Odznaka Artiste FIAP (Francja, 1965)

Źródło:.

## Nagrody i wyróżnienia
- Nagroda Ministra Kultury i Sztuki I stopnia za całokształt twórczości (1983)
- Nagroda Ministra Kultury i Sztuki I stopnia za wybitne osiągnięcia w dziedzinie fotografii
- Nagroda Specjalna ZAiKS-u (2019)[24]
- tytuł Honorowego Obywatela Szczecina (2013)[8][12]
- tytuły: Artiste FIAP (AFIAP), Excellence FIAP for Services Rendered (ESFIAP), Honorary Excellence FIAP (HonEFIAP)[28]

## Upamiętnienie
22 lutego 2022 roku skwerowi w Szczecinie nadano imię Krystyny i Romana Łyczywków (wcześniej patronem był wyłącznie Roman).